# Международный аэропорт Фуаамоту
Международный аэропорт Фуаамоту (англ. Fua’amotu International Airport) — единственный аэропорт в королевстве Тонга, имеющий взлётно-посадочную полосу с твёрдым покрытием (аэропорт Вавау имеет битумную полосу ограниченной грузоподъёмности). Аэропорт находится в 35 км от столицы королевства г. Нукуалофа на острове Тонгатапу, ближайшие населённые пункты — деревни Фуаамоту и Пелехаке. Находится на высоте 38 метров над уровнем моря. В аэропорту также базируется морская авиация ВМС Тонга.
Аэропорт по закону закрыт в воскресенье. Его использование в этот день возможно только в случае чрезвычайной ситуации по решению короля или премьер-министра.

## История
Первая полоса была построена для американских военных (планировали использовать тяжёлые бомбардировщики типа B-17, B-24 и B-29) во время Второй мировой войны (в 1942 году). Регулярные рейсы начались в 1949 году (первое направление — Фиджи). В начале 70-х годов аэропорт модернизирован для приёма реактивных самолётов с ограничениями по массе всех типов (так, запрещена посадка Boeing-747, но были совершены взлётно-посадочные операции российским транспортным самолётом АН-124 «Руслан»).

## Инфраструктура
Имеет две полосы: 11/29 длиной 2681 м с асфальтовым покрытием и 17/35 длиной 1509 м с усиленным грунтовым покрытием. Аэропорт оснащён системами навигации VOR / DME (114,5) и NDB (245), позволяющими использовать основную полосу в плохих метеоусловиях.

## Авиакомпании и направления

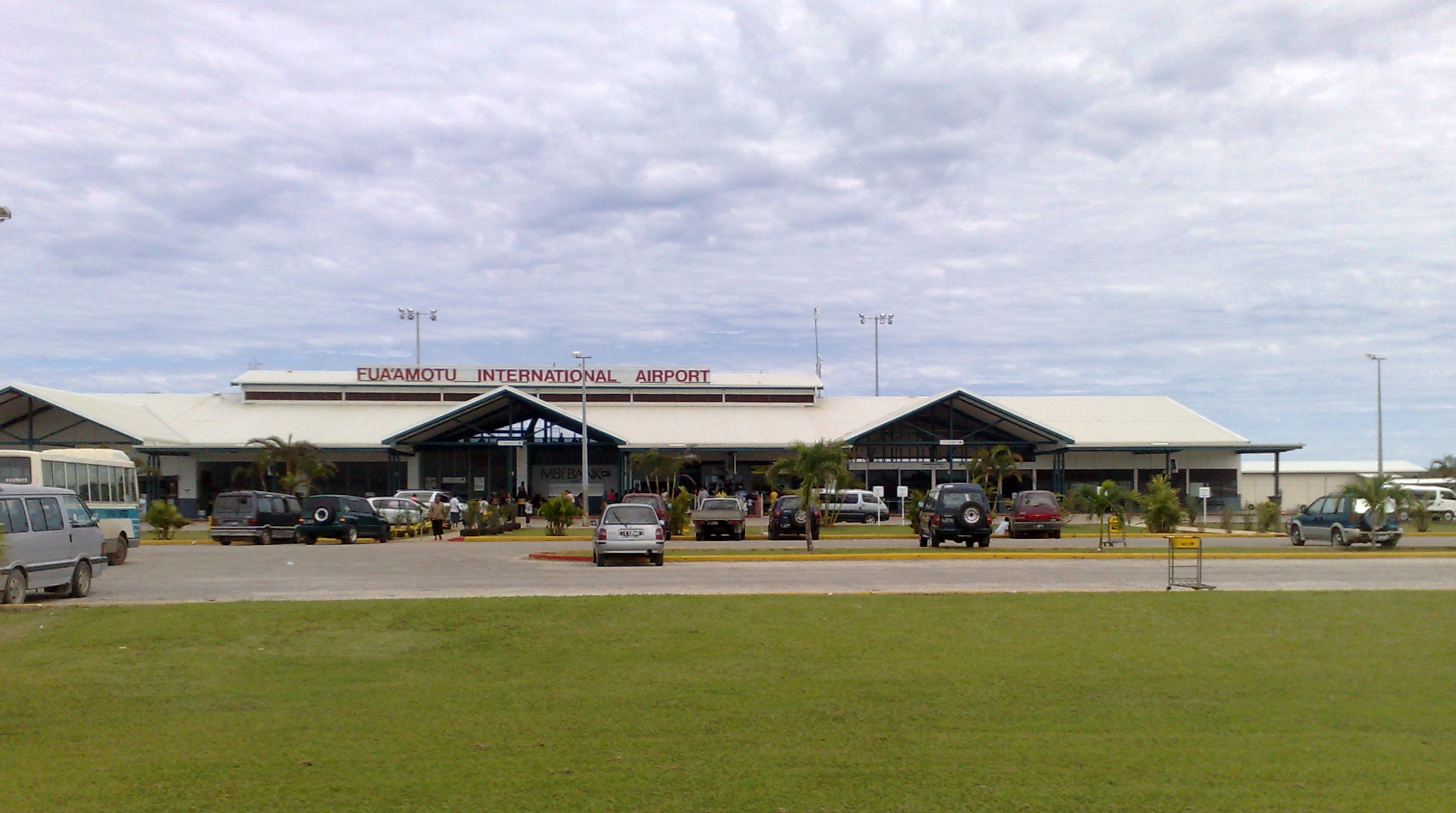
Пассажирский терминал международного аэропорта Фуаамоту

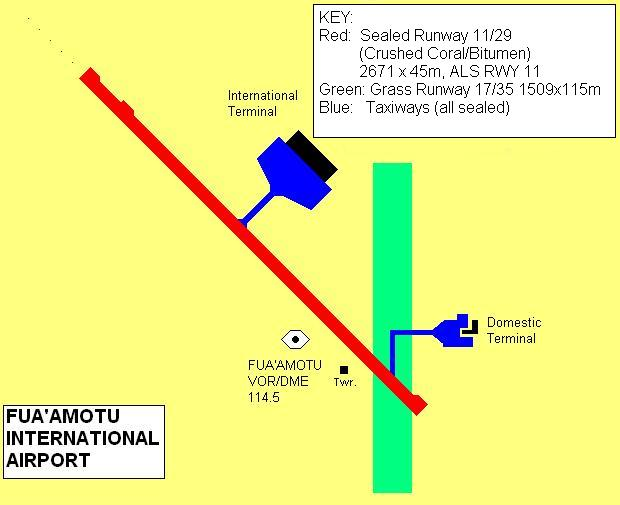
Схема расположения ВПП